# Losaria palu
Losaria palu är en fjärilsart som först beskrevs av Martin 1912.  Losaria palu ingår i släktet Losaria och familjen riddarfjärilar. Inga underarter finns listade i Catalogue of Life.